# Литература средневековой Боснии
Литература средневековой Боснии — литература Боснии и Герцеговины, охватывающая период с конца XII до XV веков.
Являлась преимущественно церковной, написанной на церковно-славянском языке, оригинальные произведения не известны. Среди прочих памятников письменности: грамоты правителей, надписи на боснийских надгробиях — стечках.

## История

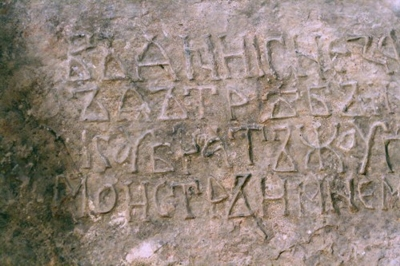
Кириллическая надпись на стечке требинского жупана

Слабое развитие письменности в средневековой Боснии было обусловлено культурной изоляцией страны, в которой преобладала Боснийская церковь. Монастырей, как очагов культуры, в Боснии было мало. Первые памятники письменности относятся к концу XII века. В употреблении было две азбуки: кириллица, включая её местную разновидность — босанчицу, и глаголица. На кириллице была написана грамота бана Кулина 1189 года и «Хумская плита» XII века.
Бумага в Боснии была впервые применена в письме бана Твртка Дубровнику от 7 февраля 1376 или 1377 года. Бумага импортировалась в страну в основном из Дубровника, который, в свою очередь, покупал её в Италии. Из Дубровника доставляли также чернила для письма по пергаменту и бумаге. Чернила были чёрного, синего, тёмно-синего, красного цвета — киновари. Цветные чернила использовались при рисовании книжных миниатюр. Документы феодального рода Ябланичей выполнены в синем цвете. При украшении книг применялось и золото. Использовалось перо птицы: гусиное, лебединое и другие.

### Богослужебная литература

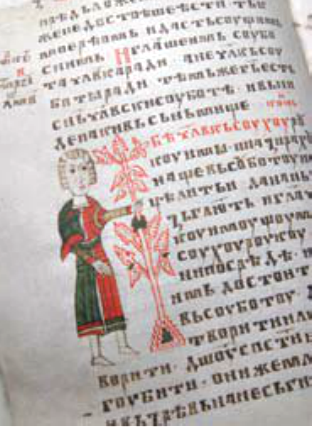

От литературы, созданной боснийской церковью, уцелели три сборника, четыре книги Апостолов и 13 четвероевангелий. Среди них — фрагмент старейшего евангелия XIII века. Глаголические фрагменты апостолов Михановича и Гршковича, относящиеся к концу XII века. Сплитский фрагмент миссала, относящийся к XIII веку. Монтепрандонский фрагмент трактата против боснийской ереси. Ряд евангелий сохранились благодаря тому, что были приспособлены к богослужению Сербской православной церкви, среди них Дивошево, Вруточское, Никольское, Припковичево и Копитарево евангелия. Среди исчезнувших рукописей: Белградское и Даничичево третьи евангелия, сгоревшие с Национальной библиотекой во время бомбардировок Белграда в 1941 году; утрачено и Сречковичево евангелие. Из сохранившихся сборников — «Хвалов сборник» 1404 года и Венецианский сборник, содержащие книги Нового завета, включая апокрифы, и Десять заповедей.
Среди прочих рукописей: завещание гостя Радина 1466 года, «Баталово Евангелие» 1393 года, рукопись Радослава, письмо деда 1404 года, рассказывающее о споре между Павлом Клешичем и королём. Некоторые из евангелий богато иллюстрированы. К зарубежным источникам, описывающим боснийскую ересь, относятся папские документы после 1440 года.

## Язык литературы
Литературный язык памятников в большей мере сближается со штокавским наречием сербского языка, нежели с чакавским наречием хорватского. На восточно-боснийском диалекте штокавского наречия написано Дивошево евангелие. На первых порах существования славянской письменности в Боснии с конца XII века была распространена глаголица, которая проникла сюда из Хорватии или Македонии. Она была рано вытеснена кириллицей, поэтому до нас дошло незначительное количество глаголических памятников. Одновременно с ней в Хуме могла существовать письменность на кириллице, которая была связана с сербской литературой. В XIV—XV веках происходило усиление влияния хорватской литературы на литературу в Боснии.
Из 72 грамот боснийских правителей и властелы XII—XV веков лишь пять были написаны на латыни (латиницей). Греческое письмо в Боснии того времени встречается крайне редко, а в дипломатической переписке оно вообще не известно. Так например, греческая надпись встречается на печати князя Мирослава. Из грамот боснийских правителей своей образностью интересна грамота Степана Дабиши 1392 года, которой был награждён вельможа Хрвое Вукчич за отвагу в борьбе с турками. Грамота бана Кулина 1189 года, написанная кириллицей на народном языке, начиналась со слов: «У име оца и сина и светога духа: я бан босански Кулин…»